# Григорий (Неронов)
Григо́рий (в миру Иоа́нн Миро́нович Неро́нов; 1591 — 2 (12) января 1670) — архимандрит Переславского Данилова монастыря, ранее протопоп. Противник реформ патриарха Никона, автор писем к царю Алексею Михайловичу, друг протопопа Аввакума.

## Рождение и священство
Родился в городе Ломске в 1591 году. Отец его был крестьянин по имени Мирон, а попросту Нерон. При крещении получил имя Гавриил. Родители крещёного Гавриила дали ему другое имя — Иоанн. В период Смуты, когда его родные места  были разорены, юный Иоанн оставил семью и ушёл в Вологду и далее в Устюг. Здесь он выучился читать.
Странствуя далее, Иоанн пришёл в город Юрьевец в село Никольское, где поселился у священника и стал изучать церковный устав. Женился на дочери священника Евдокии. Поссорившись с греховными священниками, Иоанн убежал из села в Троице-Сергиев монастырь. Здесь принял сан диакона, а через год (приблизительно в 1625 году) был рукоположён в сан священника, после чего вернулся в село Никольское.
Взяв жену, он перешёл в село Лысково викарным священником, а затем в Нижний Новгород. Здесь поселился при запустелой церкви и начал служить в ней, прославился проповедями и борьбой со скоморохами. Воевода Фёдор Шереметьев привлёк Неронова к суду, как виновника смятений, и посадил в тюрьму. Желая получить известность в глазах царя и патриарха, Неронов старался проповедовать своё мнение на Москве, за что был сослан в Корельский монастырь. Здесь он снова стал обличать игумена и монахов. Сотворяя чудеса и избегая смерти от коварных врагов, получил прощение и вернулся в Нижний Новгород.
В это время царский духовник Стефан Вонифатьев и постельничий Фёдор Михайлович Ртищев упросили царя Алексея Михайловича утвердить в церквах единогласное пение вместо многогласного. Для воплощения реформы Неронова в 1640 году вызвали в столицу и сделали протопопом при церкви Казанской Богородицы на Красной площади. Пять лет Иоанн Неронов проповедовал здесь, принимал странников и больных.

## Ссылка в дальние монастыри
В 1653 году в Москве начались реформы патриарха Никона. Неронов имел разногласия с Никоном, за что по решению собора был сослан в Новоспасский монастырь, потом в Симонов и в Спасо-Каменный. Тут его приняли как страдальца и предоставили удобную жизнь. Впрочем, и здесь Иоанн придирался к монахам, почему скоро надоел всей братии. Он продолжает писать челобитные царю. По жалобе насельников монастыря Неронова сослали в Кандалакшский монастырь под крепкий затвор.
По словам протопопа Аввакума, Григорий Неронов в это время был главой защитников и последователей старых обрядов.
- 1654, июль — Неронов переведён в Кандалакшский монастырь.
- 1655, 10 августа — Неронов решился на побег и уплыл в Соловецкий монастырь.

Архимандрит Илия, знавший Неронова и сам державшийся раскола, дал ему отдохнуть и снабдил припасами для пути в Москву. Дорога лежала через Архангельск и Переславль. Тут Неронов остановился в Данилове монастыре у архимандрита Тихона и жил тайно.

## Монашество, отлучение, смерть
- 25 декабря 1655 года (в праздник Рождества Христова) о. Иоанн принял в Даниловом монастыре Переславля-Залесского монашеский постриг с именем Григорий и после прохождения 40-дневного монашеского искуса уехал на родину — в Спасо-Ломскую обитель.

«Во 7164 году декабря в 25 день советом государева духовника протопопа Стефана и всея духовныя братии Переаславля Залескаго Данилова монастыря архимарит Тихон постриже Иоанна и во мнишеском чину нарече ему имя Григорий... И во иноческом чину живяше 40 дни у Благовещения Пресвятая Богородицы, что у государя на сенях, у Георгия в паперти, у протопопа Стефана в келье... Егда же мину 40 дни, в пустыню ко Всемилостивому Спасу, рекомую Игнатьеву, ко своим родителем, возвратися, и ту сокровенно, вышняго Бога десницею покрываем, живяше.»
Долго здесь пробыть новопостриженному монаху не удалось: патриарх Никон узнал, где скрывается главный противник его нововведений, и отправил в Спас-Лом людей, чтобы его арестовать. Но Григорию удалось бежать. Тогда раздосадованные гонители устроили репрессии: монахов «оскорби, и разосла в ссылку, окрестным же иереям и людям многу беду сотвори». Беглец нашёл приют в расположенной в 10 верстах от пустыни волости Телёпшино, где его укрыл священник местной Воскресенской церкви. Это пристанище Неронова вскоре стало известно патриаршим слугам, но местные крестьяне горой вступились за своего земляка. Они скрыли о. Григория, а «посланных от патриарха оскорбиша». Впоследствии Неронова ещё не раз пытались схватить, но безуспешно. Зато арестовали многих сторонников о. Григория, их заключили в московскую темницу, где некоторые погибли.
- 18 мая 1656 церковный собор в Москве постановил отлучить Неронова от церкви: «Иван Неронов, иже ныне в чернцах Григорий, и с своими единомысленники, иже не покоряющеся святому Собору, от Святыя Единосущныя Троицы и от св. Восточныя Церкве да будут проклята»[3].
- 4 января 1657 Неронов открылся патриарху Никону, а затем вернулся к молитвенному общению с Никоном.

После изгнания патриарха Никона инок Григорий решил вернуться в старообрядчество. Негодуя против никоновских порядков, Неронов снова пишет царю упрёки и доносит на епископов, за что получает ссылку в Вологду. По пути он ищет поводы к мятежу, отправляет царю свои жалобы.
- 1 июля 1666 года — собор ссылает Неронова в Иосифо-Волоцкий монастырь.
- 31 августа 1666 года — собор отлучил Неронова от священства и отдал под строгий надзор.

Теперь стало ясно, что даже без патриарха Никона другие епископы не допустят дерзостей Неронова. В это время для суда над Никоном прибыли Александрийский и Антиохийский патриархи. На суде, где патриархи разбирали дело Неронова, он покаялся и вернулся к молитвенному общению с участниками собора.
- В сентябре 1668 Неронова определили на испытание в Данилов монастырь.

В Данилове монастыре в это время не было настоятеля. Упросив братию отпустить его в Троице-Сергиеву лавру, Неронов пришёл туда через день после прибытия царя. В разговоре Неронов жаловался на несправедливые кары и просил простить его. Царь приказал ему идти в Москву и дожидаться решения.
- 2 октября 1669 года Неронов сделан архимандритом Данилова монастыря.

Управление его монастырём было образцовым, он служил и проповедовал каждый день. После литургии всем, бывшим в обители, давал обед. Архимандрит продолжал придирчиво следить за церковной службой. На шестое воскресенье после Пасхи он был в церкви Введения Пресвятой Богородицы в Рыбной слободе, стал делать свои замечания, но прихожане, помня его ссылку, просто выгнали Неронова из церкви.
Архимандрит Григорий Неронов умер 2 января 1670 года, имея 79 лет от роду, и погребён в паперти соборной церкви Данилова монастыря. Над его могилой в стене собора есть белокаменная плита.